# Rodovia Washington Luís (SP-310)
La Rodovia Washington Luís (nombre oficial SP-310), usualmente llamada Washington Luís es una autopista entre Limeira y Mirassol del Estado de São Paulo, en el Brasil. 
Ha sido concluida en la década de 1950 y fue inaugurada el año 1953. Su nombre es en homenaje a Washington Luís Pereira de Sousa historiador y político brasileño y presidente del Brasil.
Hoy día está bajo concesión privada, la administración de la carretera fue transferida para las empresas Centrovias entre Limeira y São Carlos en 19 de junio de 1998; y Triângulo do Sol entre São Carlos y Mirassol en 29 de abril de 1998.
Su recorrido empieza en Rodovia Anhangüera, km 153; y sube hacia el noroeste por el estado de São Paulo para cambiar por noroeste cerca de São Carlos, desde donde sigue hacia São José do Rio Preto, cuando se cambia nuevamente para el oeste hacia la ciudad de Mirassol.
Actualmente, es considerada por muchos, una de las mejores autopistas del Brasil.
- Datos: Q2740646
- Multimedia: Rodovia Washington Luís / Q2740646